# Luc Plamondon

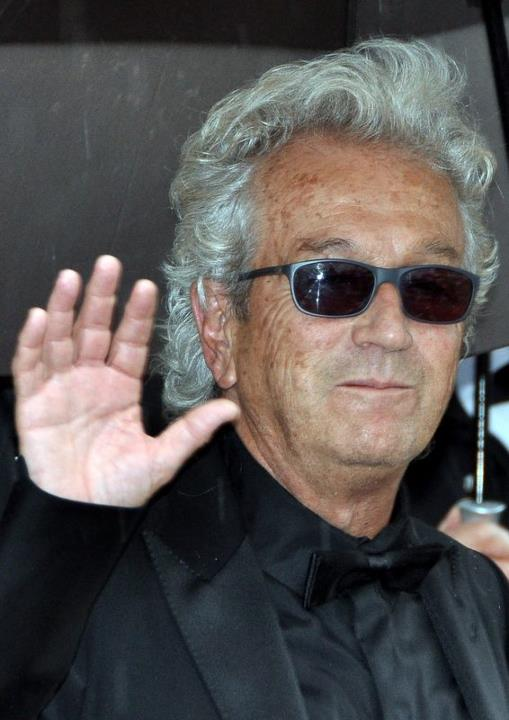
Luc Plamondon (2012)

Luc Plamondon (Saint-Raymond, Quebec, 2 maart 1942) is een Canadese songwriter.
Plamondon schreef nummers (vooral Franstalig) voor veel bekende artiesten, zoals Céline Dion, Julien Clerc, Garou en Johnny Hallyday. Hij schreef ook mee aan een aantal musicals, waaronder Notre-Dame de Paris en -samen met Michel Berger- Starmania. Deze laatste werd later door Tim Rice in het Engels vertaald.

In 1991 bracht Céline Dion haar album Dion chante Plamondon uit, met haar interpretatie van composities van Plamondon.
Hij werd benoemd tot Ridder in de Nationale Orde van Quebec (1990) en Officier in de Orde van Canada (2002). In 2003 kreeg hij een ster op Canada's Walk of Fame in Toronto.